# Паломар-лейденское обозрение слабых малых планет
Паломар-лейденское обозрение слабых малых планет (англ. Palomar-Leiden Survey of Faint Minor Planets, сокр. PLS) — голландско-американский проект по поиску малых планет с большой (до 20m) видимой величиной. Он проводился в 1960 году (24, 25, 26, 27, 28, 29 сентября и 17, 22, 24, 25, 26 октября) голландскими астрономами Корнелисом ван Хаутеном и Ингрид ван Хаутен-Груневельд совместно с Томом Герельсом в Паломарской обсерватории.
Этот проект, позволивший открыть 2369 астероидов, из которых 2253 нумерованных (по состоянию на 3 февраля 2010), был самым продуктивным за всю предшествующую историю поиска астероидов. Поэтому астероидам, открытым в рамках этого проекта присваивалось специальное обозначение № P-L (№ — порядковый номер астероида в рамках проекта).

## Инструменты
Проект использовал шмидтовский 1,2-метровый телескоп Самуэля Ошина, расположенный в Паломарской обсерватории. В течение 11 ночей делались снимки на стеклянных фотопластинках производства «Kodak» размером 35,6×35,6 см и толщиной 1 мм. Выдержка составляла от 10 до 40 минут. В общей сложности было получено 130 качественных снимков, которые в последующем изучались с помощью компаратора.
В настоящее время ведётся оцифровка архива фотопластинок проекта.